# José Francisco Ortega
José Francisco Ortega (Celaya, Reino de México 1734 - Santa Bárbara, Nueva California, 3 de febrero de 1798) fue un militar y explorador español.
Fue miembro de la expedición de Gaspar de Portolá en 1769, fijando su residencia en Alta California, dando lugar en el siglo XIX a la influyente familia Ortega de California.

## Biografía
Ortega nació en 1734 en Celaya, Guanajuato, Nueva España, donde trabajó como empleado de almacén. Poco más se sabe sobre su juventud. En 1755 se alistó y sirvió en Real Presidio en la Misión de Nuestra Señora de Loreto de la Baja California. En 1759 se casó con María Antonia Victoria Carrillo (ca. 1741 - mayo 1803). Algún tiempo después de haber sido ascendido a sargento, Ortega dejó el ejército para dedicarse a la minería en la Baja California y se convirtió en alcalde (alcalde) de los campamentos mineros situados en la península. Finalmente se reincorporó al ejército en 1768, llamado por Gaspar de Portolá para unirse a su expedición.
El Sargento Ortega fue jefe-explorador en la segunda expedición terrestre de Gaspar de Portolá a la alta California en 1769. Dirigió un grupo de exploradores con los que descubrió Bahía de San Francisco, y fue probablemente el primer europeo en verla por primera vez, desde tierra, el 1 de noviembre de 1769.
En 1773 fue ascendido a teniente y nombrado Comandando del Presidio de San Diego, cargo que ocupó hasta 1781. Anteriormente, fue Comandante interino desde julio de 1771 en la ausencia de Pedro Fages. Como Comandante marchó con Fray Fermín Lasuen y doce soldados a explorar el lugar elegido para fundar la Misión de San Juan Capistrano. Ortega era el favorito de los misioneros, incluyendo a Fray Junípero Serra. En la primavera de 1782, Ortega formó parte de la expedición que fundó la Misión de San Buenaventura y el Presidio de Santa Bárbara, convirtiéndose en el primer Comandante del Presidio de Santa Bárbara este mismo año, y permaneció en él hasta 1784. Desde 1787 hasta 1791 fue comandando del Presidio de Monterrey, y en 1792 Comandante del Presidio de Loreto
En 1795 cuando se retiró con el grado de capitán, con 40 años de servicio, se le otorgó una concesión de tierras, que él bautizó como Rancho de Nuestra Señora del Refugio (Rancho Refugio) cerca de Santa Bárbara. Consiguió construir su rancho, pero no lo pudo disfrutar mucho tiempo. El 3 de febrero de 1798, Ortega cayó de su caballo y murió a los 65 años, cerca de la aldea india de Casil (en Refugio Beach). Fue enterrado en la Misión de Santa Bárbara al día siguiente.

## Descendentes
Los descendentes de Ortega se convirtieron en una de las familias prominentes de California. Su hijo Ygnacio obtuvo en 1809 la concesión del Rancho San Ysidro (condado de Santa Clara). Su nieta María de Guadalupe se casó con el naturalizado norteamericano Joseph John Chapman. La otra nieta María del Pilar Ortega se casó con José Darío Argüello, que sería gobernador de California. Finalmente, otra nieta se casó con el escocés John Gilroy, fundador de Gilroy.